# Arnarfjörður

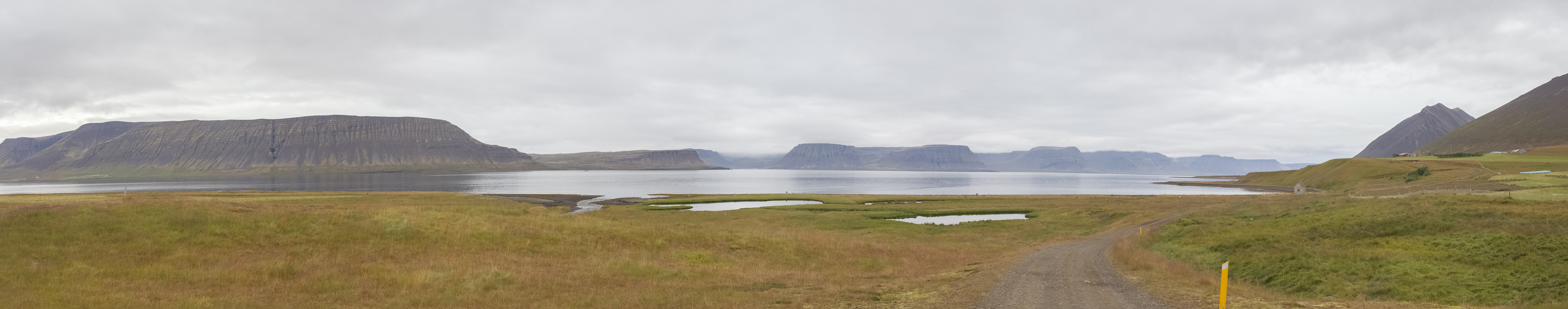
L'Arnarfjörður

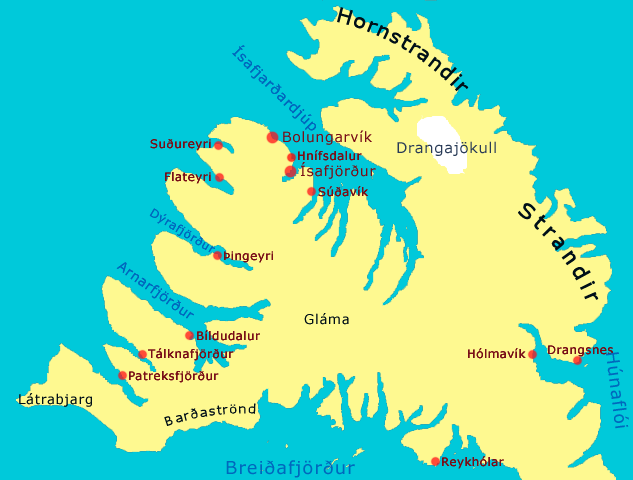
Panoramica di tutto Vestfirðir

Arnarfjörður (in lingua islandese: Fiordo dell'aquila) è un fiordo della penisola dei Vestfirðir, i fiordi occidentali dell'Islanda. 

## Descrizione
Lungo all'incirca 30 km e largo dai 5 ai 10 km, è orientato in senso nord-ovest/ sud-est. Si divide in due fiordi principali, da cui si dipartono altre diramazioni. Il primo dei due bracci principali è posto a nord e si divide ulteriormente in Borgarfjörður e Dynjandisvogur; il secondo braccio è rappresentato dai Suðurfirðir (fiordi meridionali), un gruppo di cinque fiordi che, come dice il loro nome, sono posti a sud. 
Il più grande insediamento è il villaggio di Bíldudalur, dove è presente anche un museo dedicato ai fiordi, oltre ad essere un importante centro culturale. La pianura è molto limitata in questa zona, mentre sono presenti zone montuose che precipitano a picco sul mare. La vetta più alta è il Kaldbakur, situata tra Arnarfjörður e il vicino Dýrafjörður, un altro fiordo. La cascata Dynjandi è posta lungo il corso del Dynjandisá, nella baia di Dynjandisvogur.
Nel fiordo è possibile anche vedere alcune sculture ed opere dell'artista locale Samúel Jónsson.

## Leggende
Su questo fiordo sono nate alcune leggende riguardanti mostri marini.